# Tidjelabine
Tidjelabine là một đô thị thuộc tỉnh Boumerdès, Algérie. Dân số thời điểm năm 2002 là 13.888 người.